# Denise Bindschedler-Robert
Denise Marcelle Bindschedler-Robert (née le 10 juillet 1920 à Saint-Imier ; décédée le 17 novembre 2008 à Berne ; née Denise Marcelle Robert) est une avocate, professeure et juge suisse spécialisée en droit international. De 1975 à 1991, elle représente la Suisse à la Cour européenne des droits de l'homme.

## Biographie
Denise Robert est née dans la commune suisse de Saint-Imier, fille de Georges Robert et Marcelle César et petite-fille de Pierre César. Elle fréquente le gymnase de La Chaux-de-Fonds, puis étudie le droit aux universités de Lausanne et de Berne. Elle est admise au barreau en 1945. De 1946 à 1950, elle travaille comme fonctionnaire à la Direction politique du Département fédéral des affaires étrangères (DFAE). En 1949, elle obtient son doctorat avec une thèse sur la neutralité suisse. L'année suivante, elle épouse Rudolf Bindschedler (1915-1991), son supérieur au DFAE de l'époque, qui s'est également fait un nom dans le domaine du droit international. Ce mariage donne naissance à trois enfants : Rudolf Pierre (1951), Georges Leo (1953) et Catherine Anne (1954). 
Denise Bindschedler-Robert enseigne le droit international à l'Institut universitaire de hautes études internationales de Genève à partir de 1956. Huit ans plus tard, elle est nommée professeur associé. Elle reste fidèle à l'université en cette qualité jusqu'en 1985, après quoi elle continue à donner des conférences en tant que professeur honoraire. En 1966, elle est la première femme à être élue au Conseil synodal de l'Église catholique-chrétienne suisse, dans lequel elle siège jusqu'en 1985. En 1967, elle est nommée membre du Comité international de la Croix-Rouge. Elle en est membre de son comité exécutif de 1973 à 1980 et vice-présidente de 1986 à 1990.
Denise Bindschedler-Robert succède à Antoine Favre, décédé l'année précédente, à la Cour européenne des droits de l'homme le 21 avril 1975. Lors de l'élection, elle l'emporte de manière surprenante sur le favori, le Vaudois Louis Guisan, membre du Conseil des États et proposé par le Conseil fédéral.  Elle est la deuxième femme, après la Danoise Helga Pedersen, à se voir confier cette fonction. À noter que sa nomination a lieu alors que les femmes suisses n'ont pas encore toutes le droit de vote au niveau cantonal. Son mandat à la CEDH prend fin en 1991. De 1990 à 1996, elle dirige l'Institut international des droits de l'homme à Strasbourg.
Denise Bindschedler-Robert décède le 17 novembre 2008 à Berne. Elle repose au cimetière de Saint-Imier.

## Prix et distinctions
- Médaille Pax Orbis ex Jure (1979)[1]
- Doctorat honoris causa de l'université de Fribourg (1982)[1]
- Membre honoraire du Comité international de la Croix-Rouge (1991)
- Prix Walther-Hug (1993)[1]
- Doctorat honoris causa de l'université de Strasbourg (1999)[2]

## Hommages
Des rues portent son nom à Strasbourg (depuis 2015) et à Saint-Imier (depuis juillet 2020).